# PSK31

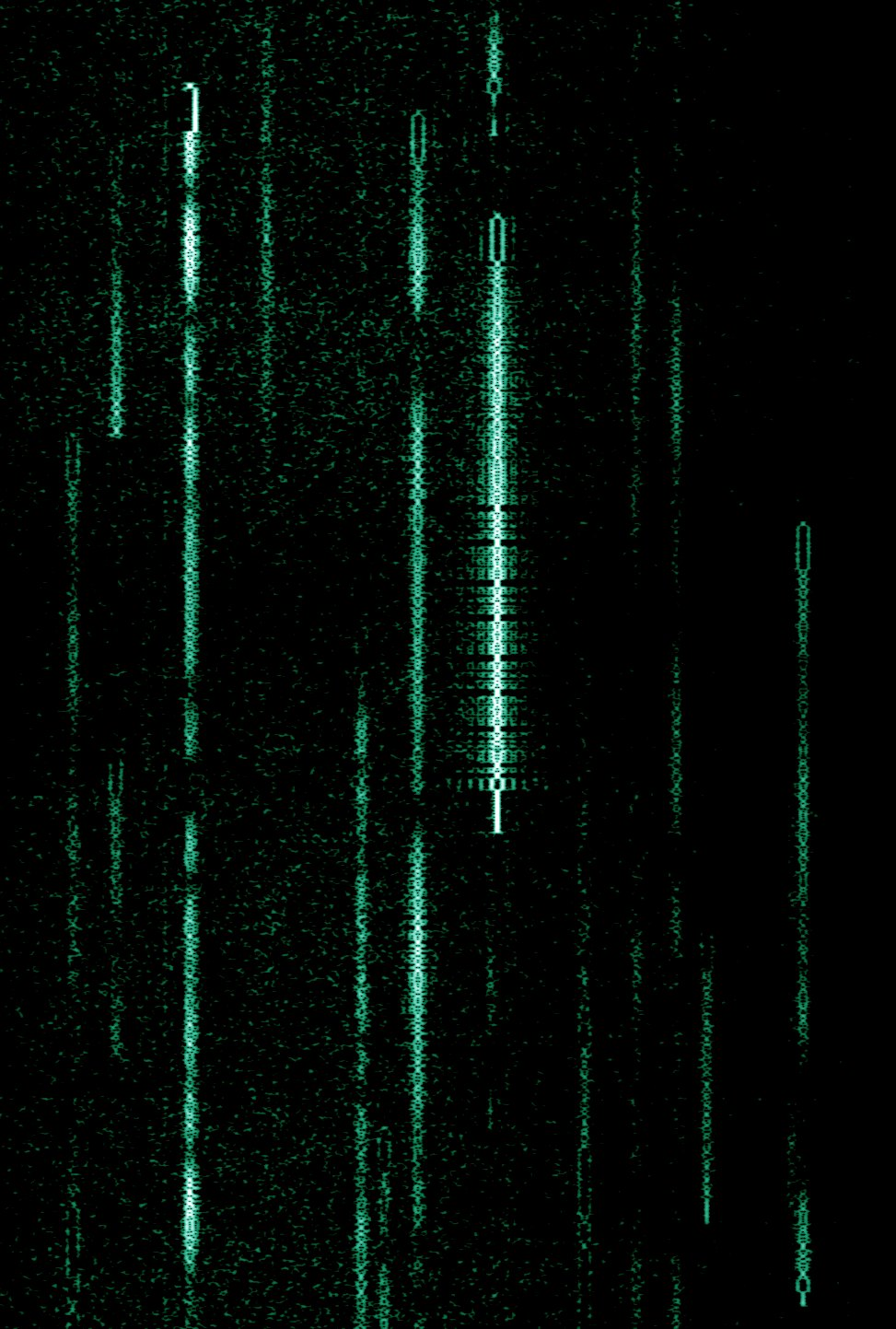
Mehrere PSK31-Verbindungen im 20‑Meter-Band um 14,07 MHz

PSK31 (Phase Shift Keying 31 Baud) ist eine Betriebsart zur digitalen drahtlosen Kommunikation und wird von Funkamateuren überwiegend auf Kurzwelle genutzt.
Daneben ist PSK63 (mit 63 Baud) und PSK125 (mit 125 Baud) ebenfalls gebräuchlich. Diese Betriebsarten sind aufgrund der gegenüber PSK31 doppelten beziehungsweise vierfachen Übertragungsrate nützlich, insbesondere bei der Übertragung vorgefertigter Textbausteine, die nicht direkt über die Tastatur eingegeben werden. Ein Beispiel sind Amateurfunkwettbewerbe. Nachteil ist die ebenfalls erhöhte Bandbreite und das damit verbundene halbierte beziehungsweise geviertelte Signal-Rausch-Verhältnis.

## Technik

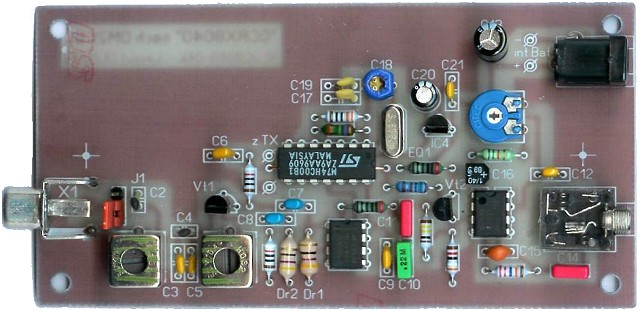
PSK31-Empfänger für das 80‑Meter-Band nach DM2CQL (Foto: DH7UAF)

Das PSK31-Verfahren wurde vom britischen Funkamateur Peter Martinez (Rufzeichen G3PLX) entwickelt. Martinez nannte die Betriebsart zuerst „Varicode“, weil eine Kodierung variabler Länge verwendet wird, um die Zeichen zu kodieren. Varicode wird verwendet, um häufig vorkommende Zeichen kürzer zu kodieren und seltenere länger – ähnlich dem Morsecode. Es wird eine sehr geringe Bandbreite verwendet. Dies ermöglicht ein äußerst robustes Verhalten unter schwierigen Übertragungsbedingungen. PSK31 verfügt jedoch nicht über eine integrierte Vorwärtsfehlerkorrektur (FEC).
Die entstehende Bandbreite bei der Phasenumtastung (Phasenmodulation) ist nicht viel größer als die Baudrate. Die Bandbreite eines PSK31-Signals ist mit 31,25 Hz sehr niedrig, was den Modus für Aussendungen mit kleiner Leistung und für volle Kurzwellen-Bänder prädestiniert. Die Bandbreite von 31,25 Hz wurde gewählt, weil Varicode bei normaler Tippgeschwindigkeit mit etwa 50 Wörtern pro Minute etwa eine Rate von 32 Bit pro Sekunde erzeugt. Ein weiterer Aspekt war, dass 31,25 Hz einfach mit der 8‑kHz-Abtastrate von DSP-Systemen erzeugt werden können – von Vorteil auch bei Soundkarten: 31,25 Hz ergibt sich, wenn 8 kHz durch 256 geteilt werden.
Man verwendet heute meist Software, um das empfangene PSK31-Audiosignal zu (de)kodieren. Die Software auf dem PC ist nicht speziell – sie lässt sich flexibel (aus-)tauschen. Zusätzlich gibt es auch fertige Hardware-Lösungen, die ein PSK31-Signal (de)kodieren und vom PC als Modem angesprochen werden.
Bei den meisten Programmen muss man im Wasserfall-Diagramm auf ein Signal abstimmen. Dann kann man den dort gesendeten Text lesen. Wenn viele Stationen senden, ist dies jedoch recht aufwändig, weshalb neuere Software häufig die Texte von über 10 Kanälen gleichzeitig anzeigen kann. Man kann sich dann daraus ein interessantes Signal suchen und auf dieses abstimmen.
Bei PSK31 handelt sich um eine binäre Phasenumtastung mit 180° Phasendrehung. Da nur zwei Phasenlagen vorkommen, wird dieses binäre Modulationsverfahren auch als Binary Phase Shift Keying (BPSK), bzw. BPSK31 bezeichnet. PSK31 kann zusätzlich auch mit dem Verfahren Quadratur Phase Shift Keying (QPSK) mit vier Phasenlagen in Kombination mit dem Viterbi-Algorithmus zur Vorwärtsfehlerkorrektur betrieben werden.

### PSK63

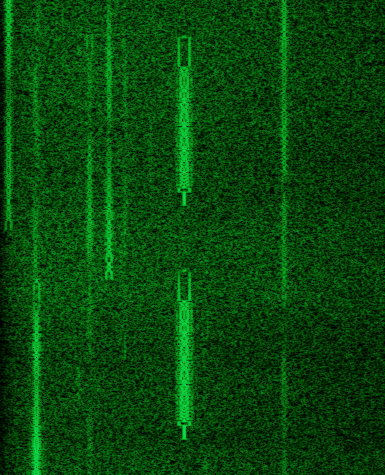
Spektrogramm mit PSK63-Signal, umgeben von mehreren PSK31-Signalen

PSK63 (Phase Shift Keying 63 Baud) ist ein Datenübertragungsprotokoll für Funkverbindungen.
Im Vergleich zu PSK31 hat PSK63 die doppelte Baudrate, benötigt aber auch die doppelte Bandbreite. PSK63 kann wie PSK31 entweder als Binary Phase Shift Keying (BPSK) mit zwei oder als Quadrature Phase Shift Keying (QPSK) mit vier Phasenlagen betrieben werden, wodurch sich, bei genügendem Signal-Rausch-Abstand, die Kanalkapazität verdoppelt.
Bei QPSK ist die Übereinstimmung des Seitenbandes bei Sender und Empfänger erforderlich, bei BPSK nicht.

### PSK125

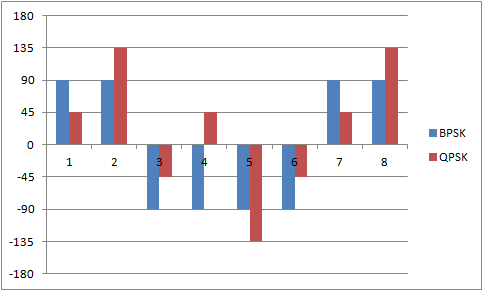
Prinzip der Phasenverschiebung bei BPSK- und QPSK-Modulation

PSK125 (Phase Shift Keying, 125 Baud) ist ein Datenübertragungsprotokoll für Funkverbindungen.
Im Vergleich zu PSK31 hat PSK125 die vierfache Baudrate, benötigt aber auch die vierfache Bandbreite. PSK125 kann wie PSK31 entweder als Binary Phase Shift Keying (BPSK) mit zwei oder als Quadratur Phase Shift Keying (QPSK) mit vier Phasenlagen betrieben werden, wodurch sich, bei genügendem Signal-Rausch-Verhältnis, die Kanalkapazität verdoppelt.
Bei QPSK ist die Übereinstimmung des Seitenbandes bei Sender und Empfänger erforderlich, bei BPSK nicht.

## Frequenzen

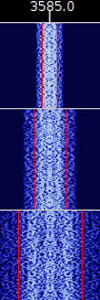
Vergleich der Spektren von PSK31, PSK63 und PSK125

PSK sollte immer im 500-Hz-Digitalbereich des aktuellen Bandplanes erfolgen (vgl. DARC-Bandpläne).
Die nachfolgenden Frequenzen sind immer die Anfangsfrequenzen der Digitalbereiche, ab der der Digimode betrieben wird. Es gibt für PSK31 sowie PSK63 und PSK125 folgende Frequenzen (alle in USB):
| 160-Meter-Band | Info                     |
| -------------- | ------------------------ |
| 1,838 MHz      |                          |
| 80-Meter-Band  | Info                     |
| 3,580 MHz      | zunehmende Aktivität     |
| 40-Meter-Band  | Info                     |
| 7,040 MHz      | für Regionen 1 und 3     |
| 7,071 MHz      | USA                      |
| 7,080 MHz      | Rest der Region 2        |
| 30-Meter-Band  | Info                     |
| 10,142.15 MHz  |                          |
| 20-Meter-Band  | Info                     |
| 14,070.15 MHz  | Hauptaktivität           |
| 17-Meter-Band  | Info                     |
| 18,100 MHz     |                          |
| 15-Meter-Band  | Info                     |
| 21,080 MHz     | meist auch 10 kHz tiefer |
| 12-Meter-Band  | Info                     |
| 24,920 MHz     |                          |
| 11-Meter-Band  | Info                     |
| 27,245 MHz     | CB-Funk, Kanal 25        |
| 10-Meter-Band  | Info                     |
| 28,070 MHz     |                          |
| 28,120 MHz     |                          |

## Bildschirm

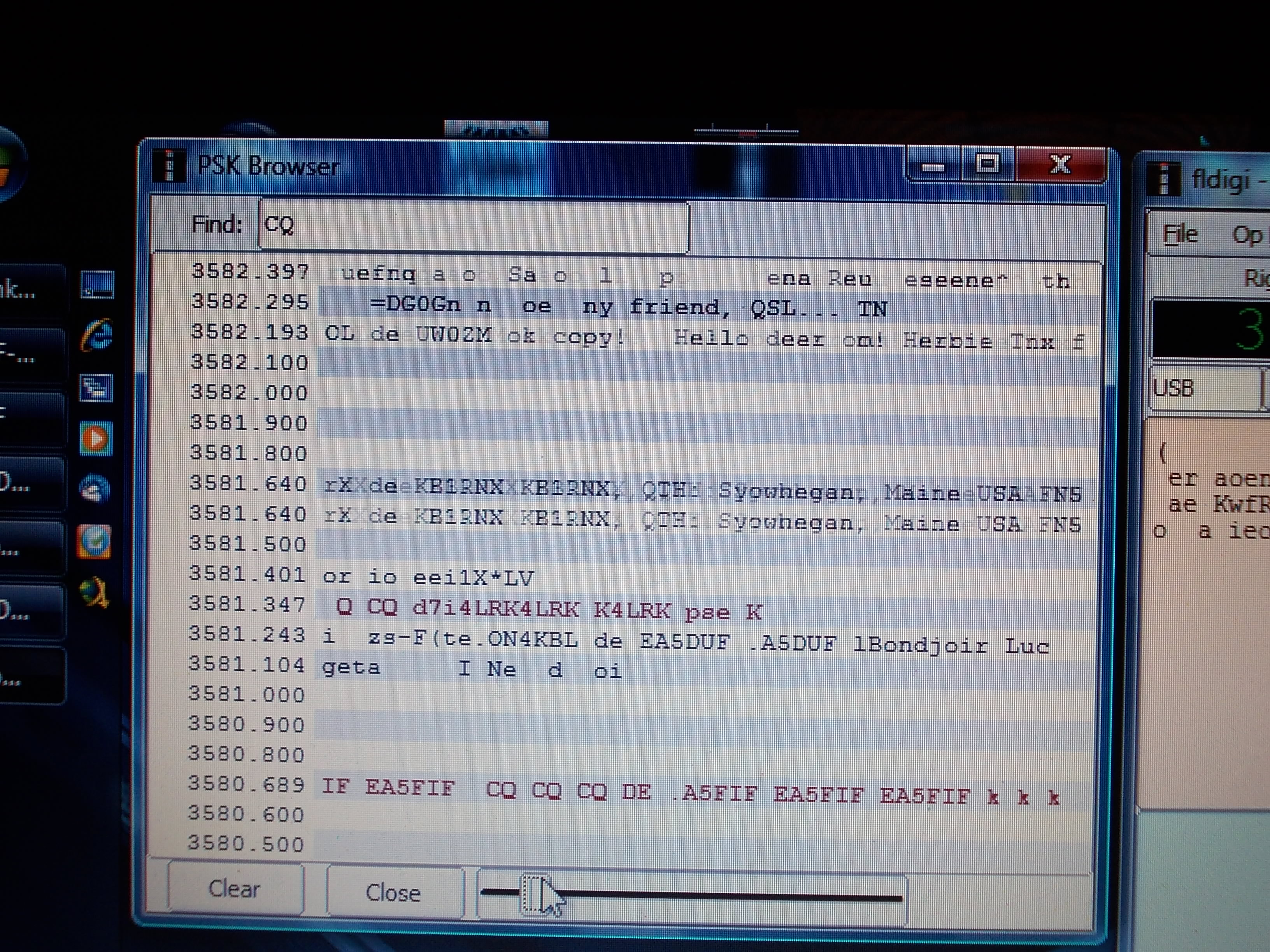
Mitschrieb von mit dem Amateurfunk-Programm Fldigi empfangenen Texten

Das nebenstehende Schirmbild der Software Fldigi zeigt einige Texte, die gleichzeitig seitwärts über den Bildschirm laufen. Vorn steht jeweils die Zeilennummer. Es werden simultan folgende Stationen empfangen:
- 3  UW0ZM (Russland)
- 8 + 9 KB1RNX (USA)
- 12 K4LRK (USA)
- 13 ON4KBL (Belgien) de EA5DUF (Spanien)
- 18 EA5FIF (Spanien) CQ = allgemeiner Anruf

Wenn man auf den Anruf von EA5FIF antworten will, klickt man diese Zeile an, dann erscheint nur sein Text und der eigene Antworttext rechts in einem Dialogfeld.

## Software
Die meisten der aufgeführten Programme können alle drei PSK-Varianten verarbeiten.

### Freie Software für Linux
- Fldigi
- KPSK
- LinPSK
- G-PSK31
- gMFSK

### Freeware für Microsoft Windows
- WinPSK
- Hamscope
- TrueTTY
- Ham Radio Deluxe / Digital Master 780 (PSK31, Cat, Satellitentracker, DX-Cluster, etc.)
- Fldigi
- MultiPSK
- Airlink Express

### Software für Apple macOS
- cocoaModem
- Fldigi